# Stosicia garciai
Stosicia garciai is een slakkensoort uit de familie van de Rissoidae. De wetenschappelijke naam van de soort is voor het eerst geldig gepubliceerd in 2009 door Rolán, Férnández-Garcés & Lee.